# Farrnbach
Die Farrnbach ist ein 22,6 km langer, linker und westlicher Zufluss der Regnitz in Bayern. Heute wird die Farrnbach zunehmend in maskuliner Form angesprochen („der Farrnbach“), historisch richtig ist aber – wie auch bei der Kirchfarrnbach – die weibliche Form.
Sie ist ein feinmaterialreicher, karbonatischer Mittelgebirgsbach des Keupers.

## Geographie

### Verlauf
Der Bach entspringt etwa 1,4 Kilometer südsüdwestlich des Wilhermsdorfer Ortsteils Kreben als Hardbächlein im Bereich der Entznersweiher.
Das Hardbächlein fließt entlang der Hardbächleinteiche in einem Bogen nach Nordost in Richtung Kirchfarrnbach. Im Süden des Ortes kommt von links der Untere Krebener Graben dazu; ab diesem Zusammenfluss heißt das Gewässer Kirchfarrnbach. Die Kirchfarrnbach fließt in nordöstlicher Richtung zwischen dem Dillenberg und der Kreisstraße FÜ 11 vorbei am Wittinghof nach Keidenzell. Im Süden Keidenzells kommt von links die Dürrnfarrnbach; ab diesem Zusammenfluss heißt das Gewässer Farrnbach. Es fließt nun in östlicher Richtung zwischen dem Dillenberg und der Kreisstraße FÜ 16 nach Hammerschmiede und durchfließt dabei südwestlich des Ortes den Traumsee, einen etwa zwei Hektar großen Weiher. Weitere Orte an der Farrnbach sind Gonnersdorf, Greimersdorf und Schwadermühle. Von der Schwadermühle an, kurz vor der Unterquerung der Staatsstraße St 2409, wird die Farrnbach zu einem Gewässer der II. Ordnung. Südöstlich des Gewerbegebiets Am Farrnbach (fälschlich maskulin benannt) wird der Mühlbach zur Erzleitenmühle und der Kohlersmühle ausgeleitet. Die Farrnbach unterquert zwischen beiden Mühlen die Südwesttangente in einer Unterführung. Westlich von Hiltmannsdorf wird der Mühlbach wieder in die Farrnbach eingeleitet. Die Farrnbach fließt nördlich an Hiltmannsdorf vorbei und erreicht kurz darauf das Fürther Stadtgebiet. Zunächst südwestlich von Burgfarrnbach vorbeifließend durchquert sie den Ort zwischen der Kirche St. Johannes der Täufer und dem Schloss Burgfarrnbach und unterquert anschließend an der Geißäckerstraße die Würzburger Straße (Kreisstraße FÜs 2) und die Bahnstrecke Fürth–Würzburg. Die Farrnbach folgt nun der Geißäckerstraße bis zum Main-Donau-Kanal. Sie unterquert den Kanal und die Hafenstraße und erreicht Unterfarrnbach; nach der Durchquerung des Ortes fließt sie zwischen der Mühltalstraße und der Bahnstrecke Nürnberg–Bamberg in Richtung Nordosten. Nach der Unterquerung der Kreisstraße FÜs 1 mündet die Farrnbach nördlich der Eisenbahnbrücke der Bahnstrecke nach Bamberg in die Regnitz.
Wie die meisten westlichen Zuflüsse der Regnitz besitzt die Farrnbach ein geringes Gefälle und einen geringen Abfluss sowie Sandstrukturen im Uferbereich und in der Gewässersohle.

### Zuflüsse
Hierarchische Liste der Zuflüsse, jeweils von der Quelle zur Mündung. Auswahl.
- Kirchfarrnbach, rechter Hauptstrang-Oberlauf bis Keidenzell
  - Hardbach/Hardbächlein, rechter Oberlauf bis Kirchfarrnbach
  - Unterer Gredener Graben, linker Oberlauf bis Kirchfarrnbach
  - Mühlbach, von rechts bei Wittinghof. Geht zuvor nach rechts ab
- Dürrnfarrnbach, linker Hauptstrang-Oberlauf bis Keidenzell
- Seukenbach, von links nahe Seukendorf
- (Unterquert den Main-Donau-Kanal), zwischen Burgfarrnbach und Unterfarrnbach
- Dillergraben, von links in Unterfarrnbach

## Umwelt

### Wasserqualität
Die Farrnbach weist durchgehend die Gewässergüteklasse II-III auf.
Chemisch-physikalische Parameter (Mittelwerte), Beobachtungszeitraum 2000–2005:
| Messstelle           | Wassertemperatur | pH  | O2        | NH4-N     | NO3-N    | Pges.      | Cl      |
| -------------------- | ---------------- | --- | --------- | --------- | -------- | ---------- | ------- |
| oberhalb der Mündung | 13,0 °C          | 8,1 | 10,1 mg/l | 0,25 mg/l | 9,0 mg/l | 0,208 mg/l | 51 mg/l |

### Renaturierung
Seit 1997 wurde die ehemals begradigte Farrnbach vom Nürnberger Wasserwirtschaftsamt im Bereich Mühltalstraße wieder renaturiert, wobei man sich am Bachlauf von 1948 orientierte. Dadurch wurden Kleinbiotope geschaffen, die Nistplätze für Vögel und Insekten sowie Laichplätze für Fische und Jagdreviere für watende Wasservögel bieten.

### Fauna
In der Farrnbach befinden sich Forellen, Aitel und Weißfische. Die von der Farrnbach gespeisten Teiche werden mit Zandern, Karpfen, Graskarpfen, Schleien, Silberkarpfen, Hechten, Karauschen und Aalen besetzt.
Im Rahmen von Bemühungen, den Flusskrebs (Astacus astacus) in Mittelfranken wieder heimisch werden zu lassen, wurde die Farrnbach 2005 im Stadtgebiet Fürth mit diesen Tieren besetzt.